# Chaiwopu Hu
Chaiwopu Hu (kinesiska: 柴窝堡湖) är en sjö i Kina. Den ligger i den autonoma regionen Xinjiang, i den nordvästra delen av landet, omkring 42 kilometer sydost om regionhuvudstaden Ürümqi. Chaiwopu Hu ligger 1 090 meter över havet. Arean är 28,0 kvadratkilometer. Trakten runt Chaiwopu Hu består i huvudsak av gräsmarker. Den sträcker sig 6,6 kilometer i nord-sydlig riktning, och 6,2 kilometer i öst-västlig riktning.
Genomsnittlig årsnederbörd är 222 millimeter. Den regnigaste månaden är juli, med i genomsnitt 46 mm nederbörd, och den torraste är januari, med 5 mm nederbörd.